# 동경의 밤하늘
동경의 밤하늘은 1970년 공개된 대한민국의 영화이다.

## 배역
- 신성일
- 남정임
- 김지수
- 김지미